# Campeonato Mundial de Ginástica Acrobática de 2006
O 20º Campeonato Mundial de Ginástica Acrobática foi organizado pela Federação Internacional de Ginástica nos dias 14 a 17 de junho de 2006, em Coimbra, em Portugal. Foram disputados 5 eventos nas categorias feminino, masculino e misto.

## Quadro de medalhas
O quadro de medalhas foi publicado.
| Ordem | País           | Medalha de ouro | Medalha de prata | Medalha de bronze | Total |
| ----- | -------------- | --------------- | ---------------- | ----------------- | ----- |
| 1     | Rússia         | 2               | 4                | 0                 | 6     |
| 2     | Ucrânia        | 1               | 1                | 0                 | 2     |
| 3     | Bielorrússia   | 1               | 0                | 1                 | 2     |
| 4     | Grã-Bretanha   | 1               | 0                | 0                 | 1     |
| 5     | China          | 0               | 0                | 2                 | 2     |
| 6     | Polónia        | 0               | 0                | 1                 | 1     |
| 6     | Estados Unidos | 0               | 0                | 1                 | 1     |
| Total | Total          | 5               | 5                | 5                 | 15    |

## Resultados

### Pares masculinos
Os resultados finais foram os seguintes.
| Posição           | Equipe                                 | Nacionalidade | Pontos |
| ----------------- | -------------------------------------- | ------------- | ------ |
| Medalha de ouro   | Serhiy Popov, Mikola Cherbak           | Ucrânia       | 29.257 |
| Medalha de prata  | Alexei Dudchenko, Konstantin Pilipchuk | Rússia        | 28.862 |
| Medalha de bronze | Adrian Czyz, Pavel Walczweski          | Polónia       | 28.151 |
| 4                 | Mark Fyson, Christopher Jones          | Grã-Bretanha  | 28.054 |
| 5                 | Edward Upcott, Reece Durbridge         | Grã-Bretanha  | 27.957 |
| 6                 | Hugo Teixeira, Telmo Dias              | Portugal      | 27.580 |

### Grupo masculino
Os resultados finais foram os seguintes.
| Posição           | Equipe                                                                      | Nacionalidade | Pontos |
| ----------------- | --------------------------------------------------------------------------- | ------------- | ------ |
| Medalha de ouro   | Andrew Price, Adam Denny, Adam Dobbs, Adam Smith                            | Grã-Bretanha  | 28.450 |
| Medalha de prata  | Olexander Bondarenko, Vladimir Boychuk, Vladislav Gluchenko, Andrei Perunov | Ucrânia       | 28.303 |
| Medalha de bronze | Shen Tao, Chen Liang, Xu Run, Wang Zhen                                     | China         | 28.065 |
| 4                 | Artem Trifonov, Igor Zarudny, Alexander Chemodanov, Sergei Shetinin         | Rússia        | 27.802 |
| 5                 | Christopher McGreevy, Mark Poole, Alexander Uttley, Jack Atherton           | Grã-Bretanha  | 27.660 |
| 6                 | Roman Kenjaev, Alexei Puzyrov, Konstantin Kostin, Nurat Smagulov            | Cazaquistão   | 25.856 |

### Pares femininos
Os resultados finais foram os seguintes.
| Posição           | Equipe                               | Nacionalidade | Pontos |
| ----------------- | ------------------------------------ | ------------- | ------ |
| Medalha de ouro   | Katsiaryna Murashko, Alina Yushko    | Bielorrússia  | 28.530 |
| Medalha de prata  | Anna Melnikova, Yanna Cholaeva       | Rússia        | 28.307 |
| Medalha de bronze | Wang Zhiyue, Liu Yiting              | China         | 28.266 |
| 4                 | Marina Novikova, Elena Faleva        | Rússia        | 28.220 |
| 5                 | Elena Zhornyak, Anastasia Lomachenko | Ucrânia       | 28.140 |
| 6                 | Natalia Kakhntuk, Kristina Maraziuk  | Bielorrússia  | 27.740 |

### Grupo feminino
Os resultados finais foram os seguintes.
| Posição           | Equipe                                                    | Nacionalidade  | Pontos |
| ----------------- | --------------------------------------------------------- | -------------- | ------ |
| Medalha de ouro   | Elena Kirilova, Elena Moiseeva, Tatiana Alexeeva          | Rússia         | 28.900 |
| Medalha de prata  | Ekaterina Stroynova, Ekaterina Loginova, Albina Zinnurova | Rússia         | 28.889 |
| Medalha de bronze | Maria Girut, Tatiana Motuz, Alina Starevich               | Bielorrússia   | 28.302 |
| 4                 | Anna Gorbatenko, Olena Nepytaeva, Olga Vorchuk            | Ucrânia        | 28.154 |
| 5                 | Emily Collins, Victoria Lamekin, Leanne Turner            | Grã-Bretanha   | 28.070 |
| 6                 | Tisa Penny, Allysha Kidd, Mariah Henniger                 | Estados Unidos | 27.751 |
| 7                 | Erin Jameson, Claire-Louise Thompson, Grace Blacklock     | Grã-Bretanha   | 27.500 |
| 8                 | Corinne Van Hombeeck, Maaike Croket, Soen Geirnaert       | Bélgica        | 26.910 |

### Pares mistos
Os resultados finais foram os seguintes.
| Posição           | Equipe                             | Nacionalidade  | Pontos |
| ----------------- | ---------------------------------- | -------------- | ------ |
| Medalha de ouro   | Revaz Gurgenidze, Anna Katchalova  | Rússia         | 29.252 |
| Medalha de prata  | Maria Kovtun, Anton Glazkov        | Rússia         | 28.751 |
| Medalha de bronze | Michael Rodrigues, Clare Brunson   | Estados Unidos | 28.650 |
| 4                 | Robert Tregonin, Alexandra Grayson | Grã-Bretanha   | 28.555 |
| 5                 | Beata Surimak, Lukasz Misztela     | Polónia        | 28.402 |
| 6                 | Sergei Zabiyaka, Alona Burlachenko | Ucrânia        | 27.967 |
| 7                 | Nedko Kostadinov, Ivona Stefanova  | Bulgária       | 27.860 |
| 8                 | Maik Duijhouwer, Ellen Vorsselman  | Países Baixos  | 27.680 |